# Fenomen Michelangelo
Fenomen Michelangelo fenomen je koji su opazili psiholozi, a odnosi se na način na koji međuovisni pojedinci utječu jedno na drugo (na vrijednosti, načine ponašanja, stavove itd.), oblikujući se pritom tako da se oba partnera što više približavaju svojoj idealnoj slici koju imaju o sebi. Fenomen je ime dobio prema renesansnome talijanskom slikaru, kiparu, arhitekti, pjesniku i inovatoru, Michelangelu Buonarrotiju (1475. – 1564.), za kojeg se kaže da je kiparstvo zamišljao kao proces otkrivanja figure koja je skrivena u kamenu. Fenomen je 1999. godine, zajedno s još nekim istraživačima, prvi put spomenuo američki psiholog Stephen Michael Drigotas u znanstvenom članku u časopisu Journal of Personality and Social Psychology u kojem su se iznijeli rezultati četiri eksperimenta koji su bili provedeni u svrhu objašnjenja fenomena.